# Municipio de Prairie (condado de Bates)
El municipio de Prairie (en inglés: Prairie Township) es un municipio ubicado en el condado de Bates en el estado estadounidense de Misuri. En el año 2010 tenía una población de 137 habitantes y una densidad poblacional de 2,02 personas por km².

## Geografía
El municipio de Prairie se encuentra ubicado en las coordenadas 38°4′52″N 94°13′38″O / 38.08111, -94.22722. Según la Oficina del Censo de los Estados Unidos, el municipio tiene una superficie total de 67.93 km², de la cual 61,98 km² corresponden a tierra firme y (8,77 %) 5,95 km² es agua.

## Demografía
Según el censo de 2010, había 137 personas residiendo en el municipio de Prairie. La densidad de población era de 2,02 hab./km². De los 137 habitantes, el municipio de Prairie estaba compuesto por el 96,35 % blancos, el 2,19 % eran amerindios y el 1,46 % eran de una mezcla de razas. Del total de la población el 0,73 % eran hispanos o latinos de cualquier raza.